# 楊平郡
楊平郡（：／ Yangpyeong gun */?）是大韩民国京畿道最東邊的一个郡。

## 行政区划
1個邑，11個面
- 楊平邑(양평읍)
- 龍門面(용문면)
- 楊西面(양서면)
- 玉泉面(옥천면)
- 砥平面(지평면)：即韓戰時的砥平里，是當時其中一個主戰場，发生了砥平里戰鬥。
- 江上面(강상면)
- 楊東面(양동면)
- 介軍面(개군면)
- 江下面(강하면)
- 青雲面(청운면)
- 丹月面(단월면)

## 交通

### 鐵路
●首都圈電鐵京義·中央線：
(南楊州市) ← 兩水站 - 新院站 - 菊秀站 - 我新站 - 梧滨站 - 杨平站 -  元德站 - 龍門站 - 砥平站
中央線 : 
(接續電鐵) ← 砥平站 - 石佛站 - 日新站 - 梅谷站 → (原州市)

## 電視節目
- 美麗的秋天村莊 Michuli